# Noyers-Bocage
Noyers-Bocage település Franciaországban, Calvados megyében. Lakosainak száma 1223 fő (2018. január 1.). Noyers-Bocage Le Locheur, Missy, Monts-en-Bessin, Parfouru-sur-Odon, Tessel, Tournay-sur-Odon, Vendes és Villy-Bocage községekkel határos.

## Népesség
A település népességének változása:
| Lakosok száma | 466  | 525  | 620  | 797  | 1137 | 1121 | 1127 | 1165 | 1178 | 1223 |
|               | 1962 | 1968 | 1982 | 1990 | 2006 | 2008 | 2013 | 2015 | 2017 | 2018 |